# Квинт Лолий Урбик
Квинт Лолий Урбик (на латински: Quintus Lollius Urbicus) е политик и сенатор на Римската империя през 2 век.

## Биография
Произлиза от фамилията Лолии от Tiddis в Нумидия, където построява фамилна гробница. На градския форум е поставена неговата статуя, на която има запазен надпис за него.
През 121 г. Урбик е quattuorvir viarum curandarum (служба във vigintisexviri), военен трибун в XXII легион Фортуна Първородна (стациониран в Могонтиакум), квестор urbanus в Рим, след това е легат на проконсула на провинция Азия. По предложение на императора той става народен трибун и претор.
През 130 до 133 г. е легат на X Близначен легион, стациониран във Виндобона до днешна Виена. Като легат взема участие в похода на император Адриан за потушаването на юдейското въстание на Бар Кохба и получава наградата hasta pura.
През 134 г. Лолий Урбик e суфектконсул. След това става фециал и управител на Долна Германия. По времето на новия император Антонин Пий той е управител на Британия и построява Антониновия вал в днешна Шотландия. По-късно той е проконсул на провинция Африка и през 146 – 160 г. praefectus urbi.